# Appie Baantjer

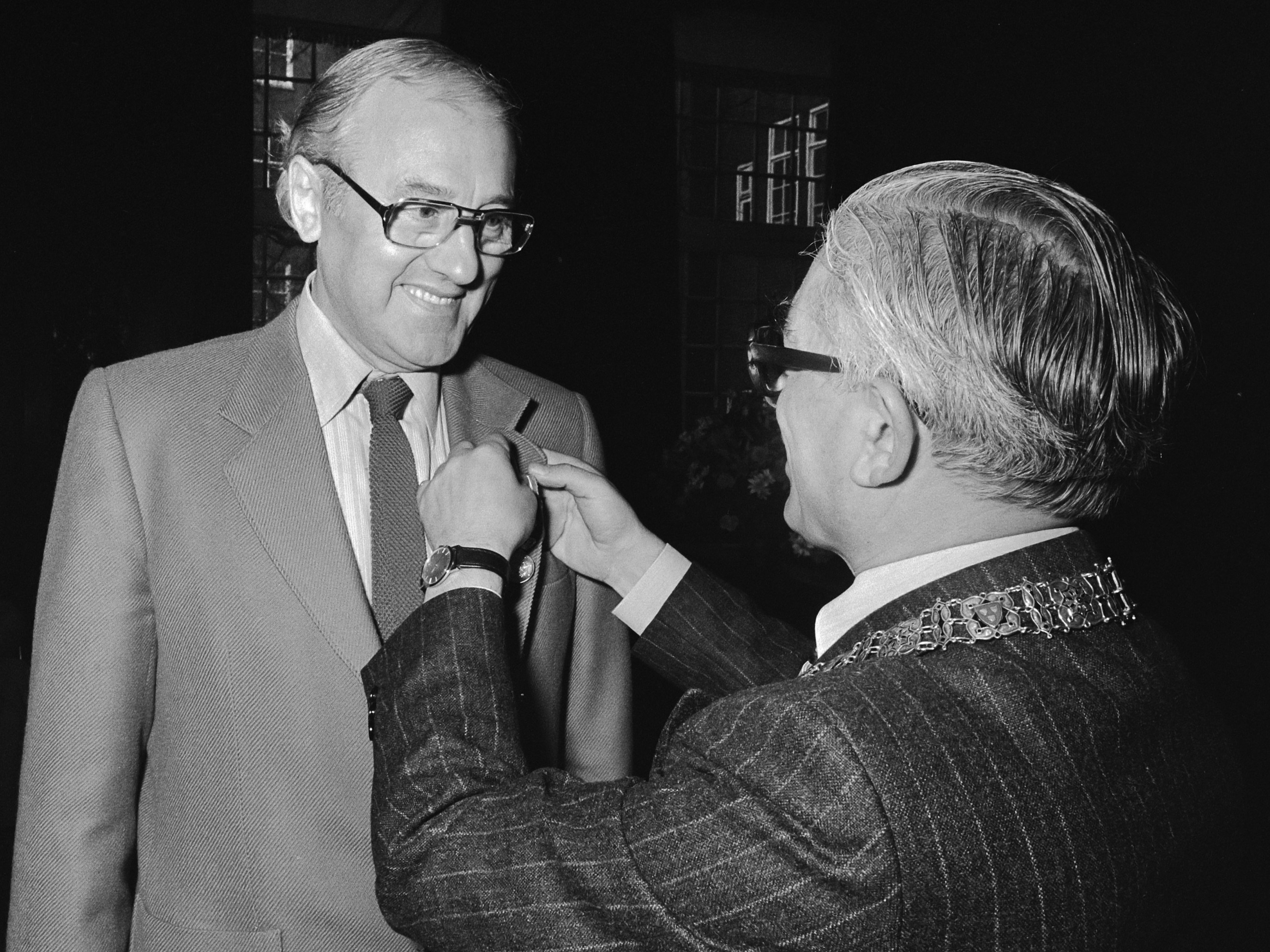
Appie Baantjer krijgt een lintje van burgemeester Polak in 1979.

Albert Cornelis (Appie) Baantjer (Urk, 16 september 1923 – Alkmaar, 29 augustus 2010) was een Nederlandse schrijver van detectiveromans tijdens en na een loopbaan als politieman.

## Biografie
Baantjer kwam uit een gezin van drie kinderen. Op zijn zestiende ging hij werken in een handel in vetten en spijsoliën. In 1945 ging hij werken bij de Amsterdamse politie, nadat zijn vader daar voor hem had gesolliciteerd. Over die politieafdeling schreef hij later zijn eerste boek. In 1952 trouwde hij met Marretje van der Vaart. Een jaar later begon Baantjer met zijn opleiding als rechercheur, waarna hij in 1955 terechtkwam op bureau Warmoesstraat in Amsterdam. Hij werkte daar 28 jaar, tot zijn pensionering in 1983. In 1959 schreef hij samen met collega Maurice van Dijk onder pseudoniem A.C.M. Baandijk zijn eerste boek 5×8 grijpt in dat een flop werd. Toen Baantjer in 1961 meedeed aan een verhalenwedstrijd van Het Parool won hij een prijs.
In de jaren erna schreef hij nog een paar boeken en begin jaren zestig bedacht Baantjer het personage De Cock dat hij op twee van zijn collega's baseerde. In 1963 schreef hij zijn eerste boek over De Cock: De Cock en een strop voor Bobby. In totaal zijn er circa 70 boeken verschenen. Van deze boeken zijn er al ruim 7 miljoen verkocht en de televisieserie Baantjer werd op figuren uit de boeken gebaseerd. Hoewel Baantjer vaak aangaf te zullen stoppen met schrijven bleef hij nog lang doorschrijven. Zijn boeken werden het meest uitgeleend in de Nederlandse bibliotheken.

### Laatste jaren
Baantjer woonde in Medemblik. Zijn echtgenote overleed in 2007 op 78-jarige leeftijd. Op 29 mei 2008 opende Peter Römer in Amsterdam het Appie Baantjer Museum dat in de kelder van café Heffer in de Warmoesstraat is gevestigd. Deze locatie bevindt zich niet ver van het voormalig politiebureau waar Baantjer werkte. In het museum zijn onder andere foto's van de schrijver, manuscripten en eerste drukken van Baantjerboeken te zien. Zijn biografie, geschreven door Geertje Bos, werd in september 2008 gepresenteerd in het Spoorwegmuseum te Utrecht.
Hoewel Baantjer aangaf met de De Cock-serie te willen stoppen en het laatste boek daarvan in oktober 2008 te zullen presenteren, maakte hij tijdens een interview door Theodor Holman in een uitzending van Het Gesprek bekend samen met Simon de Waal een boek te zullen schrijven. Dit boek, Een Rus in de Jordaan, verscheen in 2009. Het werd een groot succes en kwam op nummer 68 van de 100 bestverkochte boeken van 2009. In april 2010 kwam het tweede boek van het duo Baantjer en De Waal uit, getiteld Een lijk in de kast. Eind 2010 zou het nieuwe, derde boek van hun beider hand verschijnen, getiteld Een dief in de nacht.
In 2008 werd bij Baantjer hartfalen geconstateerd. Begin augustus 2010 bleek hij bovendien de meest agressieve vorm van slokdarmkanker te hebben. Baantjer overleed enkele weken later, 86 jaar oud.

## Bestseller 60
| Boeken met noteringen in de Nederlandse Bestseller 60 | Jaar van verschijnen | Datum van binnenkomst | Hoogste positie | Aantal weken | Opmerkingen                        |
| ----------------------------------------------------- | -------------------- | --------------------- | --------------- | ------------ | ---------------------------------- |
| De Cock en de dood van de helende meesters            | 2003                 | 01-02-2003            | 10              | 7            |                                    |
| De Cock en moord in reclame                           | 2003                 | 26-04-2003            | 1(4wk)          | 26           |                                    |
| De Cock en geen excuses voor moord                    | 2003                 | 20-09-2003            | 1(3wk)          | 24           |                                    |
| De Cock en de gebrandmerkte doden                     | 2004                 | 10-04-2004            | 1(5wk)          | 26           |                                    |
| De Cock en een veld papavers                          | 2004                 | 30-10-2004            | 3               | 20           |                                    |
| De Cock en de broeders van de haat                    | 2005                 | 16-04-2005            | 1(1wk)          | 23           |                                    |
| De Cock en de dood van een kunstenaar                 | 2005                 | 08-10-2005            | 1(1wk)          | 18           |                                    |
| De Cock en de dartele weduwe                          | 2006                 | 15-04-2006            | 2               | 22           |                                    |
| De Cock en moord in triplo                            | 2006                 | 14-10-2006            | 7               | 14           |                                    |
| De Cock en een recept voor moord                      | 2007                 | 14-04-2007            | 4               | 17           |                                    |
| De Cock en de wortel van het kwaad                    | 2007                 | 13-10-2007            | 8               | 14           |                                    |
| De Cock en moord in de hondsdagen                     | 2008                 | 19-04-2008            | 1(2wk)          | 12           |                                    |
| De Cock en de dood in gebed                           | 2008                 | 11-10-2008            | 4               | 15           |                                    |
| Een Rus in de Jordaan                                 | 2009                 | 23-05-2009            | 12              | 11           | met Simon de Waal                  |
| Lijk in de kast                                       | 2010                 | 08-05-2010            | 13              | 7            | met Simon de Waal                  |
| Een dief in de nacht                                  | 2010                 | 06-11-2010            | 23              | 6            | met Simon de Waal                  |
| Baantjer inc. 2 Moord in een café                     | 2011                 | 30-04-2011            | 37              | 1            | met Ed van Eeden & Maran Olthoff   |
| Een schot in de roos                                  | 2011                 | 30-04-2011            | 17              | 9            | met Simon de Waal                  |
| Een rat in de val                                     | 2011                 | 29-10-2011            | 17              | 8            | met Simon de Waal                  |
| Een mes in de rug                                     | 2012                 | 28-04-2012            | 12              | 8            | met Simon de Waal                  |
| De Cock en de onzichtbare moordenaar                  | 2012                 | 09-06-2012            | 32              | 4            | met Peter Römer                    |
| Een licht in de duisternis                            | 2012                 | 03-11-2012            | 26              | 5            | met Simon de Waal                  |
| De Cock en de moord in het circus                     | 2013                 | 23-03-2013            | 15              | 5            | met Peter Römer                    |
| Een wolf in schaapskleren                             | 2013                 | 20-04-2013            | 14              | 4            | met Simon de Waal                  |
| De Cock en de dood van een engel                      | 2013                 | 28-09-2013            | 25              | 4            | met Peter Römer                    |
| Een tip van de sluier                                 | 2013                 | 28-09-2013            | 12              | 4            | met Simon de Waal                  |
| De Cock en de rituele dood                            | 2014                 | 08-03-2014            | 27              | 4            | met Peter Römer                    |
| Een tien met een griffel                              | 2014                 | 05-04-2014            | 7               | 6*           | met Simon de Waal / Jubileumeditie |